# Hilton McRae
Hilton McRae (Dundee, 28 dicembre 1949) è un attore scozzese.

## Carriera
McRae faceva parte del gruppo teatrale radicale 7:84 prima di laurearsi all'Università di Edimburgo, e dal 1977 si è unito alla Royal Shakespeare Company. Si è concentrato principalmente sul teatro d'avanguardia e politico.
Il suo più popolare ruolo in un film americano fu quello del pilota ribelle Arvel Crynyd (Capo Verde) in Il ritorno dello Jedi, sesto film della saga di Star Wars; non fu accreditato per la sua breve presenza. Nel Regno Unito ha avuto ruoli importanti in La donna del tenente francese e Greystoke - La leggenda di Tarzan.
Ha preso parte a numerosi musical sul palco di Londra, compresi Mamma Miaǃ e Miss Saigon, nel quale ha interpretato la parte di L'Ingegnere. Ha interpretato il ruolo di Mr Stopnick al National Theatre alla prima britannica di Caroline, or Change, la quale vinse il Best Musical Award dal giornale londinese Evening Standard. Nel 2008 ha interpretato la parte dello Spaventapasseri nella produzione del Southbank de Il mago di Oz.
Nel 2006, recitò in Rabbit, un'opera di Nina Raine che debuttò al Old Red Lion Theatre a Londra, trasferendosi successivamente ai Trafalgar Studios a Whitehall.
Nel 2009 McRae ricevette critiche entusiastiche per il suo ruolo principale in The Execution of Gary Glitter.
McRae partecipò all'opera Sonata a Kreutzer, basata sul romanzo di Tolstoj, che debuttò nel 2009 al Gate Theatre di Londra con McRae nel ruolo da solista, e venne ripresa per una seconda volta nel 2012. La produzione si trasferì anche a New York. La sua performance ricevette lodi sia nel Regno Unito da molte riviste di primo piano, sia negli Stati Uniti dal New York Times.

## Vita privata
McRae è nato a Dundee. È sposato con l'attrice Lindsay Duncan, con la quale ha un figlio, Cal McRae (nato a settembre 1991).
Essendo stato un caro amico e un collega di Ian Charleson all'Università di Edimburgo, McRae contribuì a un capitolo del libro del 1990, For Ian Charleson: A Tribute.

## Filmografia

### Cinema
- La donna del tenente francese (The French Lieutenant's Woman), regia di Karel Reisz (1981)
- Il ritorno dello Jedi (Return of the Jedi), regia di Richard Marquand (1983)
- Greystoke - La leggenda di Tarzan, il signore delle scimmie (Greystoke: The Legend of Tarzan, Lord of the Apes), regia di Hugh Hudson (1984)
- King of the Wind, regia di Peter Duffell (1990)
- The Secret Rapture, regia di Howard Davies (1993)
- Genio e follia (Voices), regia di Malcolm Clarke (1995)
- Mansfield Park, regia di Patricia Rozema (1999)
- Bobby Jones - Il genio del golf (Bobby Jonesː Stroke of Genius), regia di Rowdy Herrington (2004)
- The Power of Three, regia di Yvonne Deutschman (2011)
- National Theatre Liveː Timon of Athens, regia di Nicholas Hytner (2012)
- Una folle passione (Serena), regia di Susanne Bier (2014)
- Via dalla pazza folla (Far from the Madding Crowd), regia di Thomas Vinterberg (2015)
- Macbeth, regia di Justin Kurzel (2015)
- La verità negata (Denial), regia di Mick Jackson (2016)
- L'altra metà della storia (The Sense of an Ending), regia di Ritesh Batra (2017)
- L'ora più buia (Darkest Hour), regia di Joe Wright (2017)
- A Private War, regia di Matthew Heineman (2018)

### Televisione
- Screen Two – serie TV, 1 episodio (1985)
- Max Headroom: 20 Minutes into the Future, regia di Rocky Morton e Annabel Jankel – film TV (1985)
- Zorro – serie TV, 1 episodio (1992)
- Shakespeare - I capolavori animati (Shakespeare: The Animated Tales) – serie TV, 1 episodio (1994)
- Testimoni silenziosi (Silent Witness) – serie TV, 1 episodio (2003)
- Frances Tuesday, regia di Jon Sen – film TV (2004)
- The Execution of Gary Glitter, regia di Rob Coldstream – film TV (2009)
- Lewis – serie TV, 1 episodio (2009)
- Chernobyl – miniserie TV, 1 puntata (2019)
- Halo – serie TV (2022)

## Doppiatori italiani
Nelle versioni in italiano delle opere in cui ha recitato, Hilton McRae è stato doppiato da:
- Vittorio Stagni in Greystoke - La leggenda di Tarzan, il signore delle scimmie
- Luca Biagini in Le inchieste dell'ispettore Zen
- Guido Sagliocca in Via dalla pazza folla
- Gianni Giuliano in L'altra metà della storia
- Bruno Alessandro in A Private War